# Wedge Tomb von Carrownlisheen

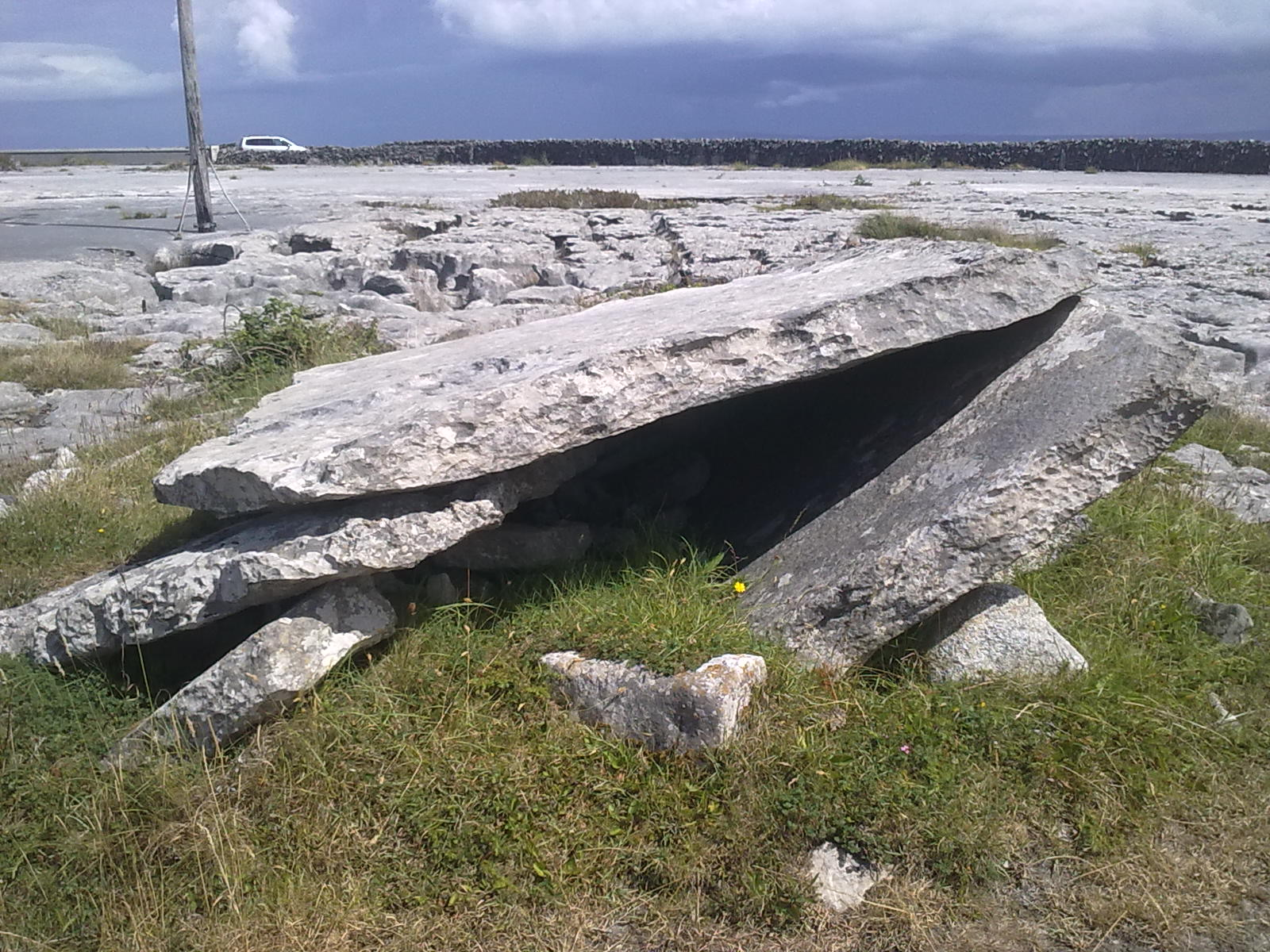
Carrownlisheen

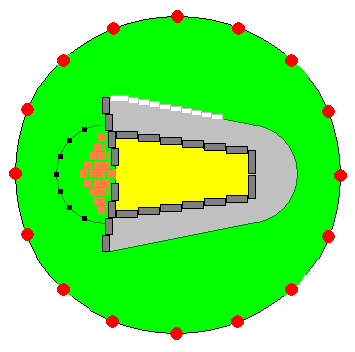
Idealtypisches Wedge Tomb Island (County Cork)

Das Wedge Tomb von Carrownlisheen (lokal auch als „Leaba Dhiarmada is Ghrainne“ bekannt) liegt beim Dorf Moher auf der Aran-Insel Inishmaan im County Galway in Irland.  Wedge Tombs (deutsch „Keilgräber“), früher auch „wedge-shaped gallery grave“ genannt, sind zwischen 4000 und 2500 v. Chr. in der Jungsteinzeit errichtete doppelwandige, ganglose, mehrheitlich ungegliederte Megalithbauten der späten Jungsteinzeit und der frühen Bronzezeit.
Die Ost-West orientierte Kammer ist etwa 3,5 m lang, wird durch große Seitensteine begrenzt, die senkrecht unter dem großen Deckstein liegen. Äußere Wälle liegen auf der Nord- und Südseite der Kammer. Ein aufrechter Stein im Westen kann einen Teil des Zugangs gebildet haben. Spuren des Cairns, der auf nacktem flachem Kalkstein errichtet  wurde, sind erhalten.